# Campionato europeo di polo
Il Campionato europeo di polo (in inglese: FIP European Polo Championship), recentemente ribattezzata Quantocoin Cup per ragioni di sponsorizzazione, è la massima competizione europea di polo per squadre nazionali organizzato dalla Federazione Internazionale Polo.
Fondato nel 1993 con lo scopo di promuovere la disciplina in Europa aumentandone il seguito e il numero di giocatori tesserati, il torneo viene disputano con cadenza biennale nella tradizionale tipologia a rappresentative nazionali miste: 
uomini e donne possono gareggiare insieme come in tutte le altre discipline equestri.
Tra il 1999 e il 2008 le edizioni si sono svolte con cadenza triennale.

## Storia
Il Campionato europeo di polo nasce nel 1993 da un'idea di Reto Gaudenzi, l'ambasciatore fondatore svizzero della FIP che creò anche il torneo snow polo di St. Moritz. Il campionato europeo forniva un'opportunità per giocatori e federazioni europee per rappresentare il proprio Paese in una competizione FIP. Grazie al lavoro del direttore della Zona C, Piero Dillier, il torneo crebbe in popolarità ogni anno, aiutando la crescita dello sport del polo e del numero dei giocatori tesserati. Pesto la competizione divenne il secondo torneo di polo per importanza a livello internazionale, dopo il Campionato mondiale.
Nel 2017, al fianco della competizione mista, venne introdotto il Campionato europeo femminile (in inglese: FIP Ladies European Polo Championship).

## Formula
La formula attualmente in vigore per il torneo prevede partite divise in quattro chukker, tempi di gioco, in una prima fase costituita da due gironi all'italiana, al termine dei quali, le prime due rappresentative nazionali di ogni girone si affrontano nella finale per l'assegnazione del titolo.
La competizione è riservata ai giocatori delle federazioni europee con un handicap dai 6 agli 8 gol, valutati e classificati nel ranking FIP.

## Edizioni
| Anno          | Sede                   |             | Finale    | Finale      | Finale  |  | Numero di squadre |
| Anno          | Sede                   | Vincitore   | Risultato | 2º posto    |         |  | Numero di squadre |
| 1993 Dettagli | St. Moritz, Svizzera   | Inghilterra | –         | Italia      | 6       |  |                   |
| 1995 Dettagli | Anversa, Belgio        | Inghilterra | –         | Germania    | 9       |  |                   |
| 1997 Dettagli | Milano, Italia         | Inghilterra | –         | Italia      | 9       |  |                   |
| 1999 Dettagli | Chantilly, Francia     | Inghilterra | –         | Irlanda     | 9       |  |                   |
| 2002 Dettagli | Roma, Italia           | Francia     | –         | Paesi Bassi | 9       |  |                   |
| 2005 Dettagli | Amsterdam, Paesi Bassi | Italia      | –         | Inghilterra | 8       |  |                   |
| 2008 Dettagli | Amburgo, Germania      | Inghilterra | –         | Belgio      | 8       |  |                   |
| 2010 Dettagli | Vienna, Austria        | Francia     | –         | Spagna      | 10      |  |                   |
| 2012 Dettagli | Sotogrande, Spagna     | Spagna      | –         | Austria     | 5       |  |                   |
| 2014 Dettagli | Chantilly, Francia     | Inghilterra | 6 – 3     | Irlanda     | 8       |  |                   |
| 2016 Dettagli | Berlino, Germania      | Irlanda     | 7 – 4     | Francia     | 8       |  |                   |
| 2018 Dettagli | Villa a Sesta, Italia  | Italia      | 8 – 4     | Azerbaigian | 10      |  |                   |
| 2021 Dettagli | Sotogrande, Spagna     |             | Italia    | 6 - 5       | Austria |  | 6                 |

## Statistiche
Statistiche aggiornate all'edizione 2021.
| Squadra     | Vincitore | Finalista | Edizioni Vincenti                   | Partecipazioni |
| ----------- | --------- | --------- | ----------------------------------- | -------------- |
| Inghilterra | 6         | 1         | 1993, 1995, 1997, 1999, 2008 e 2014 | 9              |
| Italia      | 3         | 2         | 2005, 2018 e 2021                   | 11             |
| Francia     | 2         | 1         | 2002 e 2010                         | 10             |
| Spagna      | 1         | 1         | 2012                                | 11             |
| Irlanda     | 1         | 1         | 2016                                | 7              |
| Germania    | -         | 1         | -                                   | 12             |
| Paesi Bassi | -         | 1         | -                                   | 11             |
| Austria     | -         | 2         | -                                   | 6              |
| Belgio      | -         | 1         | -                                   | 5              |
| Azerbaigian | -         | 1         | -                                   | 1              |
| Svizzera    | -         | -         | -                                   | 7              |
| Svezia      | -         | -         | -                                   | 3              |
| Slovacchia  | -         | -         | -                                   | 3              |
| Polonia     | -         | -         | -                                   | 2              |
| Finlandia   | -         | -         | -                                   | 1              |
| Ungheria    | -         | -         | -                                   | 1              |

## Campionato femminile

### Edizioni europeo femminile
| Anno          | Sede                      |           | Finale    | Finale      | Finale |  | Numero di squadre |
| Anno          | Sede                      | Vincitore | Risultato | 2º posto    |        |  | Numero di squadre |
| 2017 Dettagli | Chantilly, Francia        | Italia    | 5-4       | Francia     | 4      |  |                   |
| 2018 Dettagli | Villa a Sesta, Italia     | Germania  | 9-4½      | Italia      | 4      |  |                   |
| 2021 Dettagli | Pogliano Milanese, Italia | Italia    | 6,5-6     | Inghilterra |        |  |                   |

### Medagliere femminile
| Pos. | Squadra             | 1º posto | 2º posto | 3º posto | Totale podi |
| ---- | ------------------- | -------- | -------- | -------- | ----------- |
| 1    | Italia              | 2        | 1        | -        | 3           |
| 2    | Germania            | 1        | -        | 1        | 2           |
| 3    | Francia Inghilterra | -        | 1        | -        | 1           |
| 5    | Irlanda Paesi Bassi | -        | -        | 1        | 1           |